# Ampelio di Milano
Sant'Ampelio di Milano (... – Milano, 672) è stato arcivescovo di Milano dal 665 al 672. È venerato come santo dalla chiesa cattolica.

## Biografia
Succeduto a san Maurisilio dopo quattro anni di vacanza della sede arcivescovile milanese a causa degli eventi politici del tempo, Sant'Ampelio ebbe vita a noi ancora oscura. Secondo una certa tradizione, il suo nome sarebbe in realtà un soprannome derivato dalla parola greca "ampelius" che significa vino, del quale le sue parole in predicazione pare avessero l'ebrezza.
L'unica testimonianza della sua vita si trova nella Codice di Beroldo della Biblioteca Ambrosiana, la quale attribuisce già in vita ad Ampelio diversi miracoli e una forte opera di evangelizzazione nella sua diocesi, in particolare contro gli ariani che tendevano ad "umanizzare" il figlio di Dio, indebolendo quindi il concetto divino legato a Gesù. Secondo la medesima cronaca, il suo operato venne appoggiato da Teodota, moglie di Grimoaldo, re dei longobardi. 
Le sue spoglie vennero ritrovate da San Carlo Borromeo sul finire del Cinquecento e vennero riposte nella basilica milanese di san Simpliciano dove già riposavano quelle del suo predecessore, san Maurisilio.